# Canon EF-lensvatting

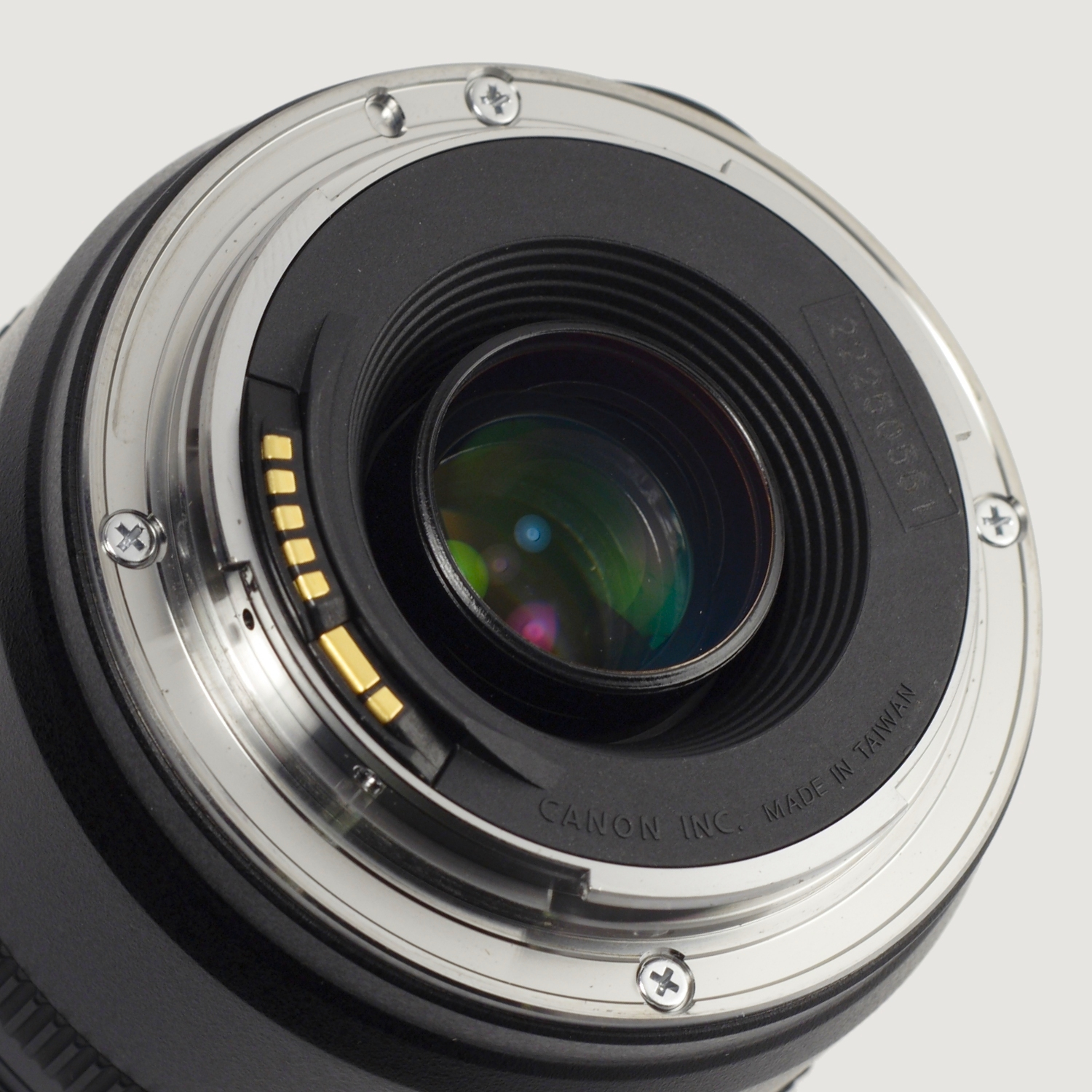
De elektronische contacten van een EF-objectief.

De Canon EF-lensvatting werd in 1987 geïntroduceerd en was de standaardlensvatting voor camera's in de Canon EOS-familie. EF staat voor "Electro-Focus"; het focussen gebeurt door een compacte motor die in de lens is verwerkt. De EF-lensvatting maakt gebruik van een bajonetsluiting en alle communicatie tussen objectief en camera vindt plaats via elektronische contactpunten.
In 2003 introduceerde Canon de EF-S-lensvatting, een afgeleide van de EF die uitsluitend gebruikt kan worden door EOS-camera's met een APS-C-sensor. EF-lenzen kunnen wel gebruikt worden op EF-S camera's, maar niet andersom. In oktober 2012 werd de EF-familie verder uitgebreid met de EF-M-lensvatting, speciaal ontwikkeld voor de spiegelloze cameralijn die Canon eveneens onder het EOS-label uitbracht. EF-M-camera's kunnen met een optionele adapter ook van de andere EF-lenzen worden voorzien.
In oktober 2018 is de lensvatting vervangen vervangen door de RF lansvatting, ontworpen voor de nieuwe EOS R lensvatting.

## Geschiedenis
De EF-lensvatting verving zijn voorganger, de FD-lensvatting die een mechanische koppeling had voor de instelling van het diafragma. Ze konden, op enkele uitzonderingen na, uitsluitend handmatig worden scherpgesteld. Slechts vier objectieven hadden een automatische focussering, die geheel in het objectief plaatsvond zonder koppeling met de body. Met de komst van de EF-lensvatting was het niet langer nodig om een mechanische verbinding met de lens te hebben wat de duurzaamheid van het product ten goede kwam. De aansturing van de lens gebeurde met de nieuwe lensvatting nog uitsluitend elektronisch.
Op basis van de EF-lensvatting zijn meer dan zestig lenzen op de markt verschenen, variërend tussen 8 en 1.200 mm. Sommige EF-lenzen zijn voorzien van extra's zoals Canon's Ultrasonic Motor Drive (USM), Image Stabilization (IS), Diffractive Optics (DO) en fluorieten en asferische lenselementen.

## Veelzijdigheid

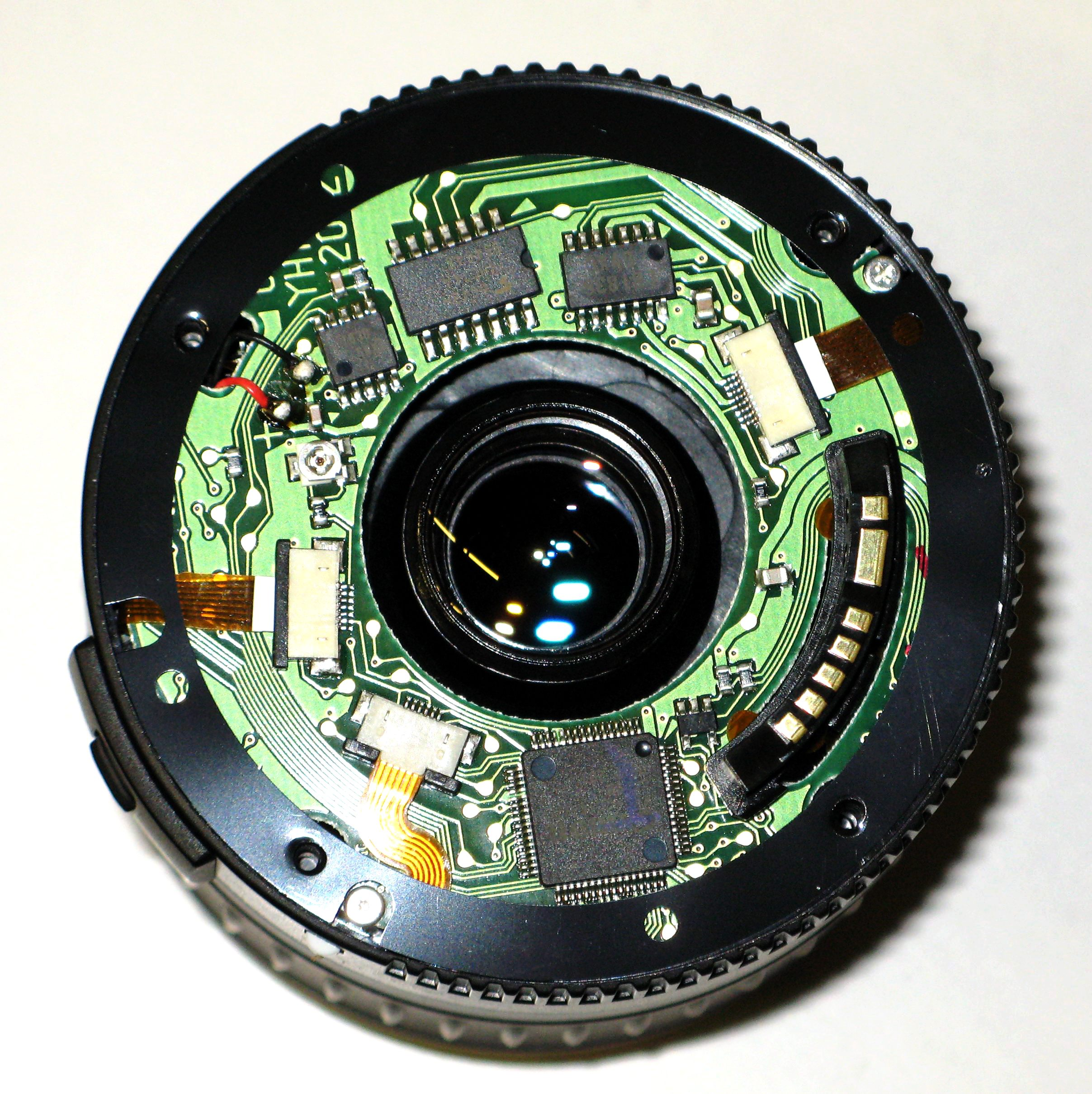
Elektronica van een EF-S-lens

Dankzij de grote diameter en relatief korte afstand tussen vatting en sensor (44 mm) is de EF-lensvatting gemakkelijk te gebruiken in combinatie met adapters. Zo kunnen met een hulpstuk bepaalde lenzen van Nikon, Olympus en Leica bevestigd worden.
Lenzen van de FD-lensvatting zijn doorgaans niet compatibel met een EF-camera. Alleen een adapter met optische elementen maakt dit voor enkele telelenzen mogelijk. Zaken als autofocus en diafragma zullen manueel moeten worden ingesteld.

### Lenzen van derden
Meerdere bedrijven maken lenzen geschikt voor de EF-lensvatting. Onder andere Samyang, Schneider, Sigma, Tamron, Tokina en Carl Zeiss bieden alternatieven voor Canons eigen lenzen. Het gebruik van deze lenzen wordt echter niet door Canon ondersteund. Aangezien Canon de details van de camera-lens-communicatie niet vrijgeeft kunnen soms problemen ontstaan wanneer een verouderde niet-Canon-lens op een nieuwe body wordt gebruikt.

## Bediening en eigenschappen
Canon EF-lenzen beschikken doorgaans over meerdere controlemogelijkheden om de lens te beïnvloeden. De mogelijkheden verschillen van lens tot lens waar de basismodellen zeer beperkt instelbaar zijn tot de professionele exemplaren die veel meer mogelijkheden bieden. Hieronder een lijst met deze mogelijkheden, vindbaar op EF-lenzen.
Bevestigingindicator: Elke EF-lens beschikt over deze indicator, op EF-lenzen een rode stip en op EF-S-lenzen een wit vierkantje. Hetzelfde symbool is ook terug te vinden op de camera en zorgt ervoor dat de lens snel en gemakkelijk in de juiste bevestigingspositie gebracht kan worden.
Scherpstelring: Met de scherpstelring kan het beeld handmatig worden scherpgesteld. Hoewel meestal uitgevoerd als aparte ring op de lens is er bij een aantal goedkopere lenzen voor gekozen om simpelweg de binnenste lensring aan de voorzijde van de lens te gebruiken.
Zoom-ring: De meeste lenzen met zoom-capaciteit zijn uitgerust met een zoom-ring waarmee de brandpuntsafstand van de lens kan worden aangepast. Normaliter is de lens voorzien van genummerde markeringen om te kunnen zien welke brandpuntsafstand op dat moment geselecteerd is.

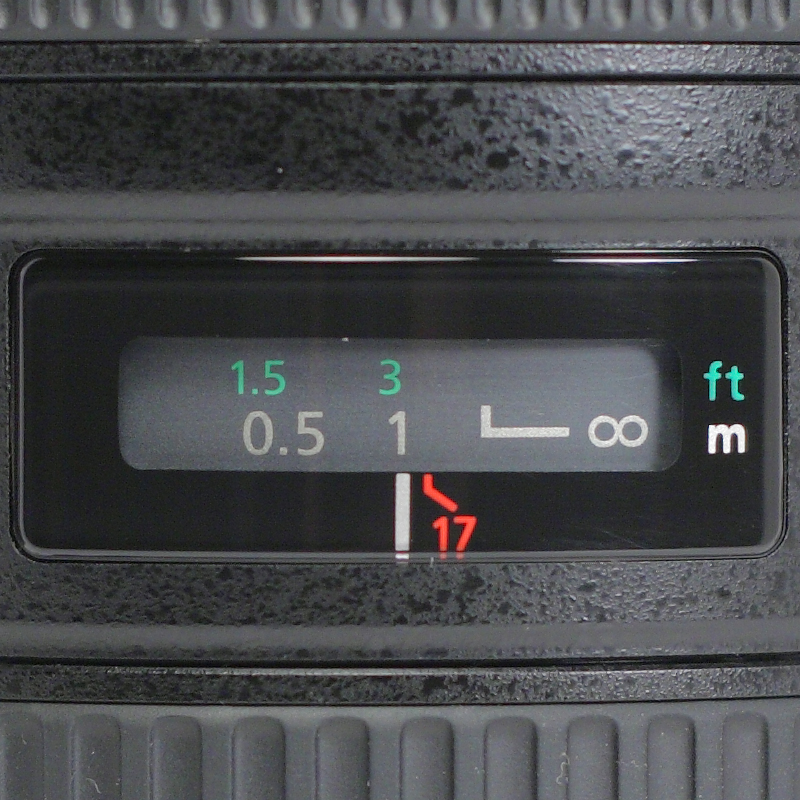
Afstandsindicator van een EF-lens

Afstandindicator: Bijna alle EF-objectieven zijn voorzien van een afstandsindicator, die meestal achter een klein raampje op de lens geplaatst is. Hierop is te zien op welke afstand op dat moment is scherpgesteld meestal weergegeven in zowel meter als feet. Aan de ene zijde van de schaal bevindt zich de minimale focusafstand, aan de andere zijde doorgaans "oneindig".

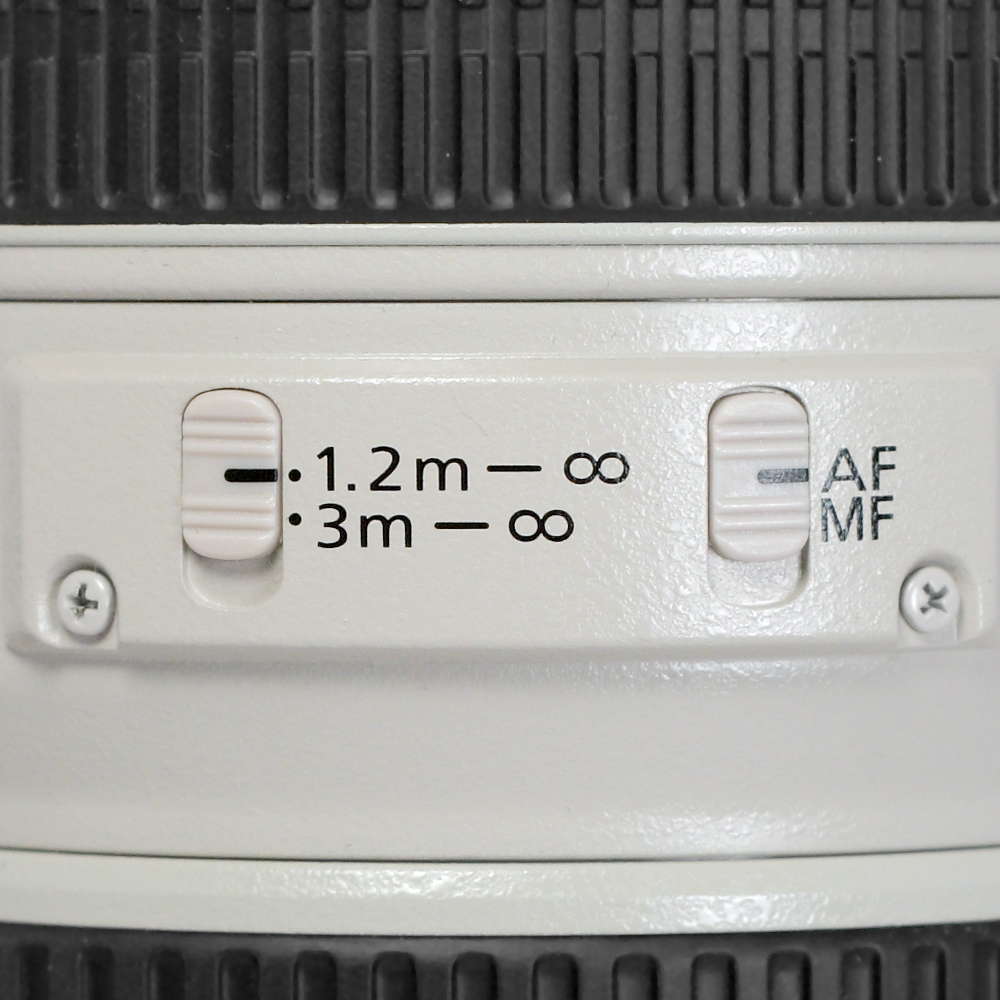
Focus-schakelaars

Schakelaar focusstand: Lenzen met een autofocus zijn uitgerust met een schakelaar waarmee de fotograaf kan kiezen om te switchen tussen autofocus (AF) en manuele focus (MF). Wanneer MF is geselecteerd moet de fotograaf de scherpstelring gebruiken om het gewenste onderwerp scherp in beeld te krijgen. Sommige lenzen ondersteunen Fulltime Manual Focusing, een techniek waarbij met de hand gefocust kan worden als de lens op autofocus staat ingesteld. Wanneer dit wordt gedaan bij lenzen die niet met deze techniek zijn uitgerust bestaat er kans op beschadiging.
Schakelaar focusbeperking: Deze schakelaar is vooral te vinden op lenzen met een grote brandpuntsafstand en macro-objectieven. De schakelaar beperkt de afstand waarop de lens in autofocus-stand zal proberen scherp te stellen. Wanneer deze schakelaar effectief wordt gebruikt kan de scherpsteltijd worden ingekort omdat de lens niet zal gaan 'zoeken' in een ongewenst focus-gebied.

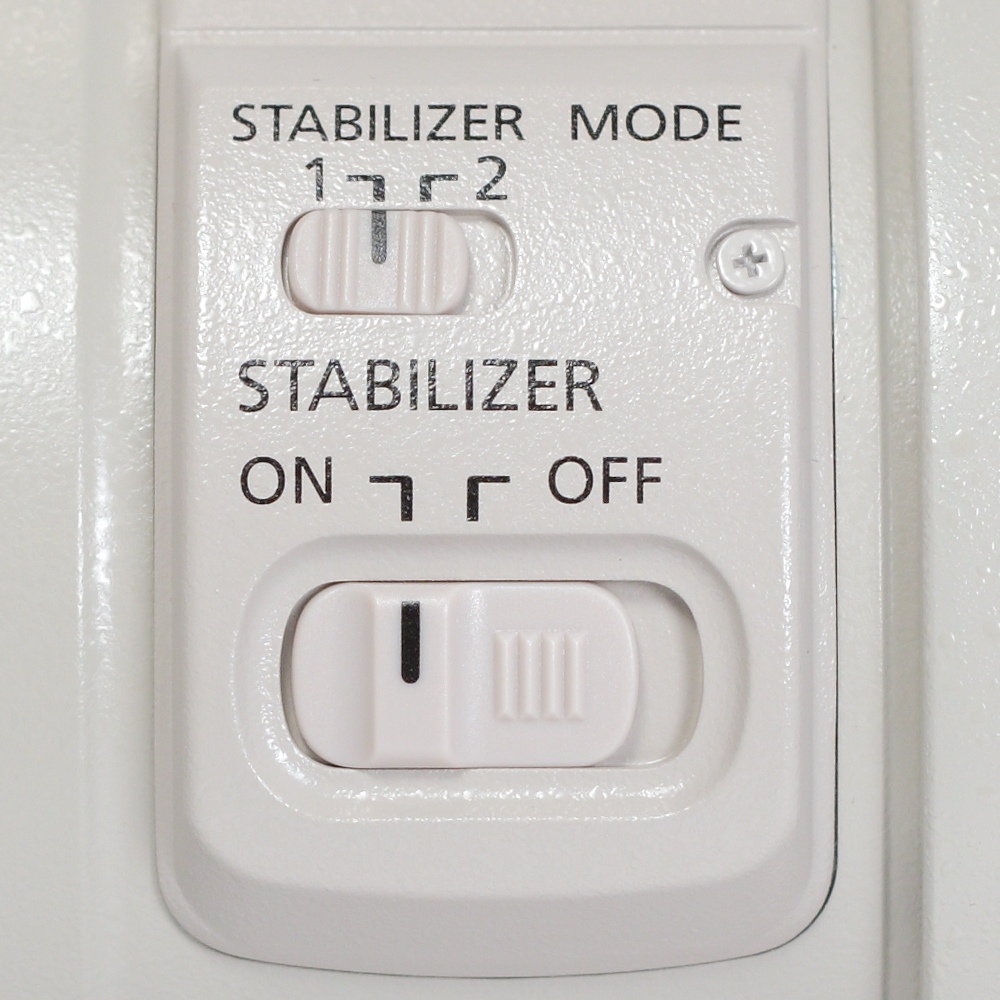
Beide typen schakelaar voor beeldstabilisatie

Schakelaar beeldstabilisatie: Alle objectieven uitgerust met beeldstabilisatie (Image Stabilizer), zijn voorzien van een schakelaar om het systeem uit te schakelen. Enkele telefoto-lenzen hebben tevens de mogelijkheid een bepaalde stand te kiezen, al dan niet geschikt voor het maken van foto's van bewegende onderwerpen. In stand 1 is bij deze lenzen de normale beeldstabilisatie actief, terwijl in stand 2 de fotograaf het onderwerp met de lens kan volgen ("panning").
Schakelaar stop autofocus: Enkele supertele-objectieven hebben aan de voorzijde een knop die gebruikt wordt om de autofocus tijdelijk uit te schakelen.

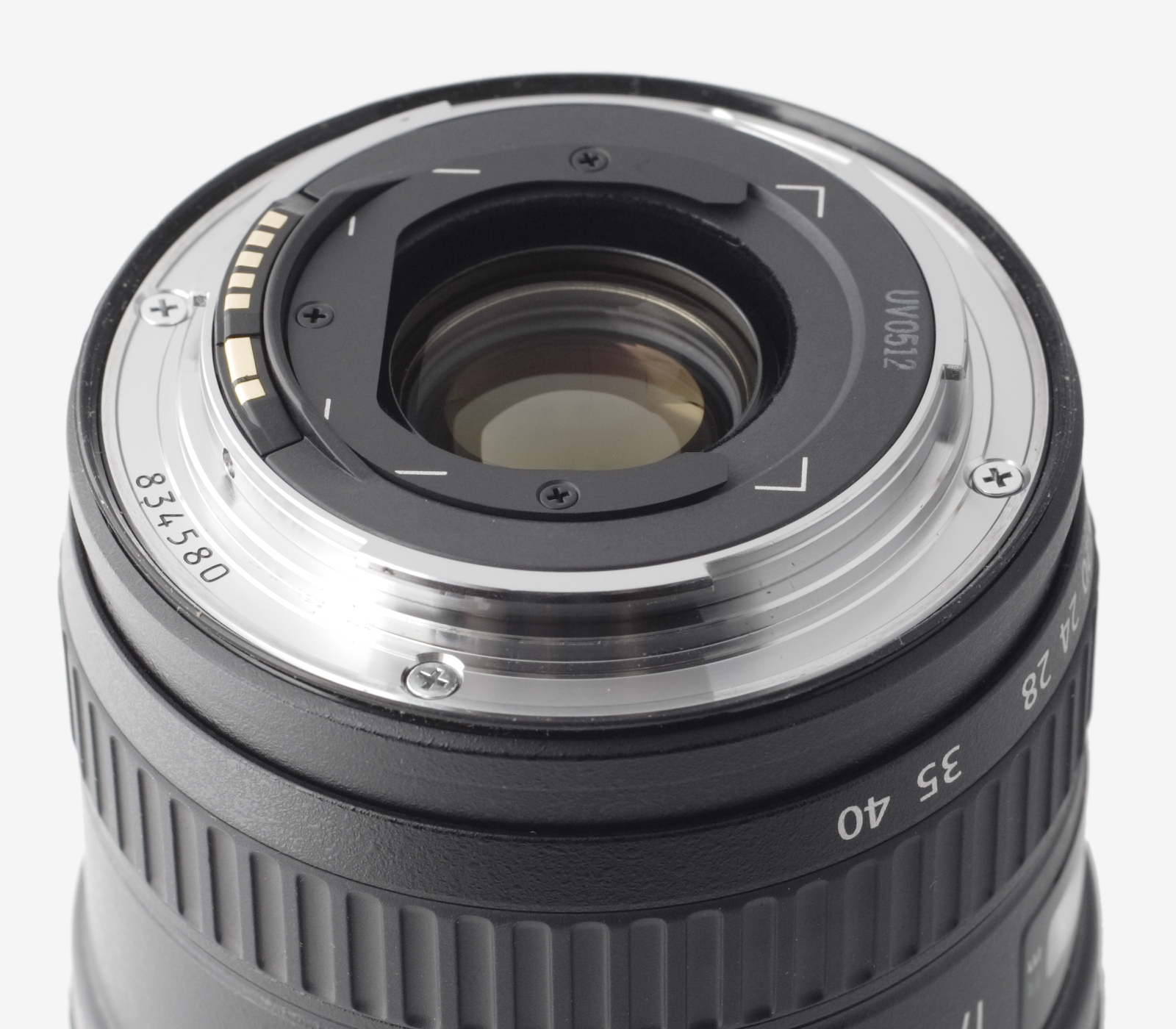
Gel filter-houder achter op een EF-lens

Filterhouder: Elke EF-lens beschikt over de mogelijkheid om één of meer filters te bevestigen. In de meeste gevallen gaat dat door middel van een schroefdraad aan de voorzijde van de lens. In sommige supertele-objectieven kan het filter in de lens zelf geschoven worden. Een beperkt aantal lenzen is voorzien van een houder aan de achterzijde van de lens waar een plaatje gelatine in geschoven kan worden.
Lenskapbevestiging: Bijna alle EF-objectieven bieden de mogelijkheid om een zogenaamde zonnekap te bevestigen. Deze sluit doorgaans met een bajonet-sluiten om de voorzijde van de lens.
Statiefbevestiging: Grote en zware lenzen zijn voorzien van een punt waar een ring bevestigd kan worden om een statief aan vast te maken. Deze lenzen zijn dermate zwaar dat de balans niet goed zou zijn als het statief aan de camera zelf vastgemaakt zou worden.

## Technieken

### Ultrasonic Motor Drive
De Ultrasonic Motor verscheen voor het eerst met de introductie van de EF 300 mm f/2.8L USM in 1987. Canon was de eerste fabrikant die de techniek succesvol toepaste in zijn producten. Lenzen uitgerust met USM beschikken over een snelle, accurate en stille autofocus die minder energie gebruikt dan traditionele autofocus-motoren.
Er zijn twee varianten van USM op de markt. Met de ring-USM is fulltime manual focus (FT-M) mogelijk terwijl de micromotor-USM vooral goedkoper is om te produceren. Alle lenzen voorzien van USM zijn herkenbaar aan het Ultrasonic logo dat op de lens is aangebracht.

### Image Stabilizer

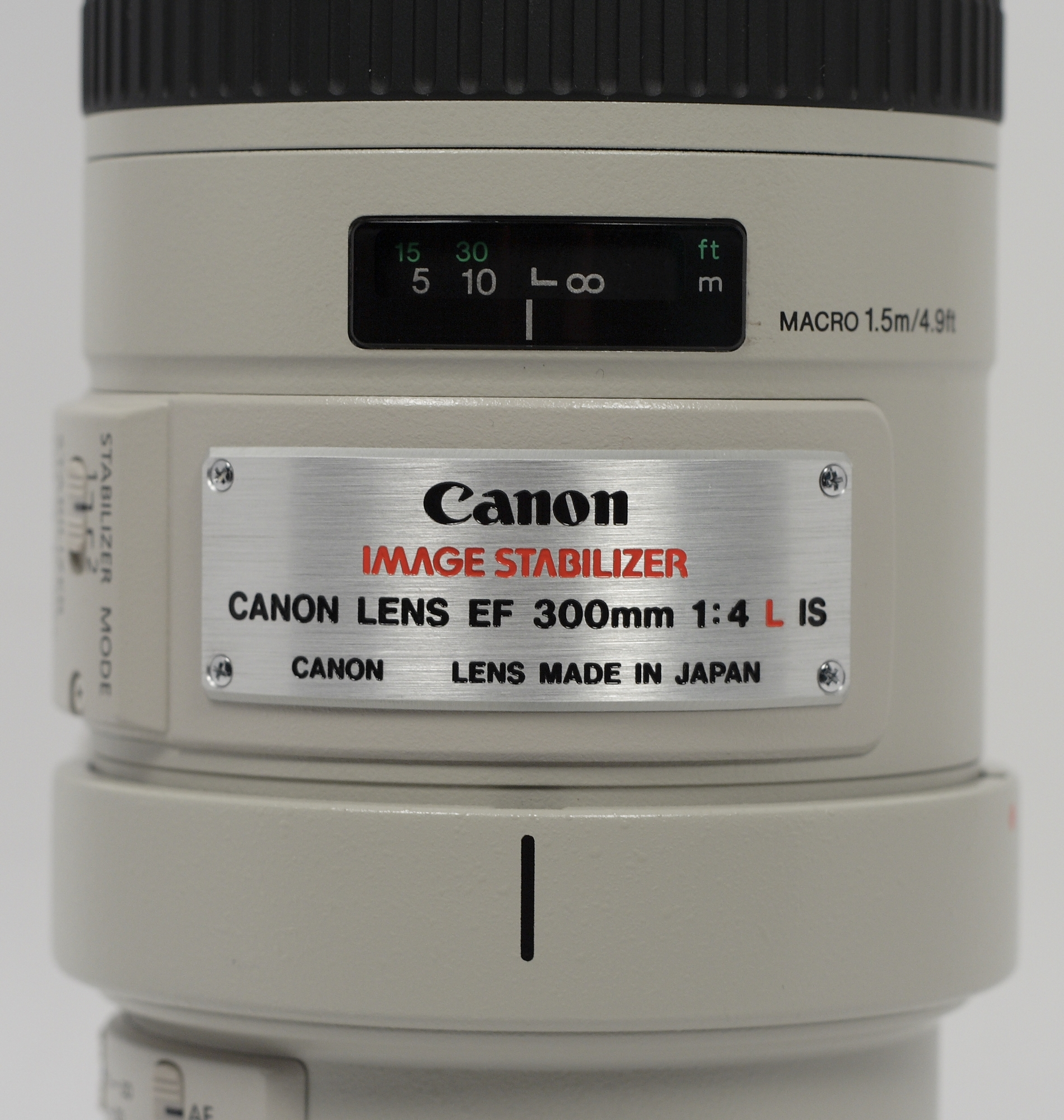
De Canon EF 300mm f/4L IS USM met Image Stabilizer

De beeldstabilisatietechniek kan beweging van de camera detecteren en optisch corrigeren. Alleen de beweging van de fotograaf wordt tegengegaan, een bewegend onderwerp wordt niet gecorrigeerd. Er zijn grenzen aan de hoeveelheid beweging die gecorrigeerd kan worden, afhankelijk van de lens variërend tussen de twee en vijf stops. Er zijn meerdere versies van beelstabilisatie op de markt gebracht:
- De eerste variant kwam in 1995 op de markt in de Canon EF 75-300mm lens. Er werden twee stop gecompenseerd maar de lens gaf problemen wanneer gebruikt op een statief of tijdens panning.
- De 300 mm f/4L IS USM die in 1997 werd geïntroduceerd voegde een tweede stand toe die het mogelijk maakte om panning te herkennen en de compensatie daar op aan te passen.
- In 1999 bracht Canon meerdere supertele-objectieven op de markt die waren voorzien van een nieuwe vorm van IS die ook in staat was om statiefgebruik te detecteren.
- Met de komst van de 70-200 mm f/2.8L in 2001 was de IS inmiddels in staat om tot drie stops te compenseren en nam slechts 0,5 s in beslag.
- In 2006 werd de stap gezet naar vier stops stabilisatie met de 70-200 f/4L
- Vijf stops stabilisatie werd voor het eerst bereikt in 2008 met de 200mm f/2L IS USM

### Diffractieve optica
Enkele lenzen zijn uitgerust met diffractieve optica. Deze lenzen zijn doorgaans kleiner en lichter en gaan beter om met chromatische aberratie. Een nadeel is dat de productiekosten fors hoger liggen. Vooralsnog zijn alleen de EF400 mm f/4 DO IS USM en EF 70-300 f/4.5-5.6 DO IS USM in deze vorm uitgebracht. De lenzen zijn herkenbaar aan een groene ring.

### L-serie lenzen
De beste lenzen in de Canon-lijn behoren tot de L-serie (ook wel Luxe-serie genoemd). L-lenzen zijn volledig compatibel met EF- en EF-S-lensvattingen en zijn gericht op de veeleisende gebruiker. Zo zijn bijna alle L-objectieven weerbestendig. Bij aanschaf van een L-lens wordt altijd een tas en zonnekap meegeleverd. Alle L-lenzen zijn herkenbaar aan hun rode ring en gebroken witte kleur voor modellen met een lange brandpuntsafstand. Deze laatste eigenschap zorgt er ook voor dat licht van de lens af reflecteert en de hitte-opname vermindert.
Alle L-lenzen beschikken over minimaal één fluoriet of asferisch element. Daarnaast is zowel USM als IS op bijna alle L-lenzen te vinden.

## Lijst van EF-objectieven
Hieronder volgt een lijst van EF-objectieven gemaakt door Canon. De "I", "II", "III" enz. achter de brandpuntsafstanden staan voor de generatie van het objectief. Hoewel de "I" nooit door Canon is gebruikt voor de eerste in een generatie is deze hieronder voor de duidelijkheid wel gebruikt.

### Zoom
| Brandpuntsafstand | Diafragma  | Ultrasonic motor | Image stabilization | L-serie | Diffractieve optica |
| ----------------- | ---------- | ---------------- | ------------------- | ------- | ------------------- |
| 8–15 mm (fisheye) | f/4        | Ja               | Nee                 | Ja      | Nee                 |
| 11–24 mm          | f/4        | Ja               | Nee                 | Ja      | Nee                 |
| 16–35 mm I        | f/2.8      | Ja               | Nee                 | Ja      | Nee                 |
| 16–35 mm II       | f/2.8      | Ja               | Nee                 | Ja      | Nee                 |
| 16–35 mm IS       | f/4        | Ja               | Ja                  | Ja      | Nee                 |
| 17–35 mm          | f/2.8      | Ja               | Nee                 | Ja      | Nee                 |
| 17–40 mm          | f/4        | Ja               | Nee                 | Ja      | Nee                 |
| 20–35 mm          | f/2.8      | Nee              | Nee                 | Ja      | Nee                 |
| 20–35 mm          | f/3.5–4.5  | Ja               | Nee                 | Nee     | Nee                 |
| 22–55 mm          | f/4-5.6    | Ja               | Nee                 | Nee     | Nee                 |
| 24–70 mm          | f/2.8      | Ja               | Nee                 | Ja      | Nee                 |
| 24–70 mm II       | f/2.8      | Ja               | Nee                 | Ja      | Nee                 |
| 24–70 mm          | f/4        | Ja               | Ja                  | Ja      | Nee                 |
| 24–85 mm          | f/3.5-4.5  | Ja               | Nee                 | Nee     | Nee                 |
| 24–105 mm         | f/4        | Ja               | Ja                  | Ja      | Nee                 |
| 28–70 mm          | f/2.8      | Ja               | Nee                 | Ja      | Nee                 |
| 28–70 mm II       | f/3.5-4.5  | Nee              | Nee                 | Nee     | Nee                 |
| 28–80 mm          | f/2.8-4    | Ja               | Nee                 | Ja      | Nee                 |
| 28–80 mm I        | f/3.5-5.6  | Ja               | Nee                 | Nee     | Nee                 |
| 28–80 mm II       | f/3.5-5.6  | Nee              | Nee                 | Nee     | Nee                 |
| 28–80 mm II       | f/3.5-5.6  | Ja               | Nee                 | Nee     | Nee                 |
| 28–80 mm V        | f/3.5-5.6  | Ja               | Nee                 | Nee     | Nee                 |
| 28–90 mm II       | f/4-5.6    | Ja               | Nee                 | Nee     | Nee                 |
| 28–90 mm III      | f/4-5.6    | Nee              | Nee                 | Nee     | Nee                 |
| 28–105 mm         | f/3.5-4.5  | Ja               | Nee                 | Nee     | Nee                 |
| 28–105 mm II      | f/3.5-4.5  | Ja               | Nee                 | Nee     | Nee                 |
| 28–105 mm         | f/4-5.6    | Ja               | Nee                 | Nee     | Nee                 |
| 28–135 mm         | f/3.5-5.6  | Ja               | Ja                  | Nee     | Nee                 |
| 28–200 mm         | f/3.5-5.6  | Ja               | Nee                 | Nee     | Nee                 |
| 28–200 mm         | f/3.5-5.6  | Nee              | Nee                 | Nee     | Nee                 |
| 28–300 mm         | f/3.5-5.6  | Ja               | Ja                  | Ja      | Nee                 |
| 35–70 mm          | f/3.5-4.5  | Nee              | Nee                 | Nee     | Nee                 |
| 35–70 mm          | f/3.5-4.5A | Nee              | Nee                 | Nee     | Nee                 |
| 35–80 mm III      | f/4-5.6    | Nee              | Nee                 | Nee     | Nee                 |
| 35–80 mm          | f/4-5.6    | Ja               | Nee                 | Nee     | Nee                 |
| 35–80 mm PZ       | f/4-5.6    | Ja               | Nee                 | Nee     | Nee                 |
| 35–105 mm         | f/3.5-4.5  | Nee              | Nee                 | Nee     | Nee                 |
| 35–105 mm         | f/4.5-5.6  | Ja               | Nee                 | Nee     | Nee                 |
| 35–135 mm         | f/3.5-4.5  | Nee              | Nee                 | Nee     | Nee                 |
| 35–135 mm         | f/4-5.6    | Ja               | Nee                 | Nee     | Nee                 |
| 35–350 mm         | f/3.5-5.6  | Ja               | Nee                 | Ja      | Nee                 |
| 38–76 mm          | f/4.5-5.6  | Nee              | Nee                 | Nee     | Nee                 |
| 50–200 mm         | f/3.5-4.5  | Nee              | Nee                 | Nee     | Nee                 |
| 50–200 mm         | f/3.5-4.5  | Nee              | Nee                 | Ja      | Nee                 |
| 55–200 mm II      | f/4.5-5.6  | Ja               | Nee                 | Nee     | Nee                 |
| 70–200 mm         | f/2.8      | Ja               | Ja                  | Ja      | Nee                 |
| 70–200 mm II      | f/2.8      | Ja               | Ja                  | Ja      | Nee                 |
| 70–200 mm         | f/2.8      | Ja               | Nee                 | Ja      | Nee                 |
| 70–200 mm         | f/4        | Ja               | Ja                  | Ja      | Nee                 |
| 70–200 mm         | f/4        | Ja               | Nee                 | Ja      | Nee                 |
| 70–210 mm         | f/3.5-4.5  | Ja               | Nee                 | Nee     | Nee                 |
| 70–210 mm         | f/4        | Nee              | Nee                 | Nee     | Nee                 |
| 70–300 mm         | f/4.5-5.6  | Ja               | Ja                  | Nee     | Ja                  |
| 70–300 mm         | f/4-5.6    | Ja               | Ja                  | Nee     | Nee                 |
| 70–300 mm         | f/4-5.6    | Ja               | Ja                  | Ja      | Nee                 |
| 75–300 mm         | f/4-5.6    | Ja               | Ja                  | Nee     | Nee                 |
| 75–300 mm II      | f/4-5.6    | Ja               | Nee                 | Nee     | Nee                 |
| 75–300 mm III     | f/4-5.6    | Nee              | Nee                 | Nee     | Nee                 |
| 80–200 mm         | f/2.8      | Nee              | Nee                 | Ja      | Nee                 |
| 80–200 mm         | f/4.5-5.6  | Ja               | Nee                 | Nee     | Nee                 |
| 80–200 mm II      | f/4.5-5.6  | Nee              | Nee                 | Nee     | Nee                 |
| 90–300 mm         | f/4.5-5.6  | Nee              | Nee                 | Nee     | Nee                 |
| 90–300 mm         | f/4.5-5.6  | Ja               | Nee                 | Nee     | Nee                 |
| 100–200 mm        | f/4.5A     | Nee              | Nee                 | Nee     | Nee                 |
| 100–300 mm        | f/4.5-5.6  | Ja               | Nee                 | Nee     | Nee                 |
| 100–300 mm        | f/5.6      | Nee              | Nee                 | Nee     | Nee                 |
| 100–300 mm        | f/5.6      | Nee              | Nee                 | Ja      | Nee                 |
| 100–400 mm        | f/4.5-5.6  | Ja               | Ja                  | Ja      | Nee                 |
| 200–400 mm        | f/4        | Ja               | Ja                  | Ja      | Nee                 |

### Vast brandpunt
| Brandpuntsafstand  | Diafragma | Macro | Ultrasonic motor | Image stabilization | L-serie | Diffractieve optica |
| ------------------ | --------- | ----- | ---------------- | ------------------- | ------- | ------------------- |
| 14 mm              | f/2.8     | Nee   | Ja               | Nee                 | Ja      | Nee                 |
| 14 mm II           | f/2.8     | Nee   | Ja               | Nee                 | Ja      | Nee                 |
| 15 mm (fisheye)    | f/2.8     | Nee   | Nee              | Nee                 | Nee     | Nee                 |
| 20 mm              | f/2.8     | Nee   | Ja               | Nee                 | Nee     | Nee                 |
| 24 mm              | f/1.4     | Nee   | Ja               | Nee                 | Ja      | Nee                 |
| 24 mm II           | f/1.4     | Nee   | Ja               | Nee                 | Ja      | Nee                 |
| 24 mm              | f/2.8     | Nee   | Nee              | Nee                 | Nee     | Nee                 |
| 24 mm II           | f/2.8     | Nee   | Ja               | Ja                  | Nee     | Nee                 |
| 28 mm              | f/1.8     | Nee   | Ja               | Nee                 | Nee     | Nee                 |
| 28 mm              | f/2.8     | Nee   | Nee              | Nee                 | Nee     | Nee                 |
| 28 mm II           | f/2.8     | Nee   | Ja               | Ja                  | Nee     | Nee                 |
| 35 mm              | f/1.4     | Nee   | Ja               | Nee                 | Ja      | Nee                 |
| 35 mm              | f/2       | Nee   | Nee              | Nee                 | Nee     | Nee                 |
| 35 mm II           | f/2       | Nee   | Ja               | Ja                  | Nee     | Nee                 |
| 40 mm              | f/2.8     | Nee   | Nee              | Nee                 | Nee     | Nee                 |
| 50 mm              | f/1.0     | Nee   | Ja               | Nee                 | Ja      | Nee                 |
| 50 mm              | f/1.2     | Nee   | Ja               | Nee                 | Ja      | Nee                 |
| 50 mm              | f/1.4     | Nee   | Ja               | Nee                 | Nee     | Nee                 |
| 50 mm              | f/1.8     | Nee   | Nee              | Nee                 | Nee     | Nee                 |
| 50 mm II           | f/1.8     | Nee   | Nee              | Nee                 | Nee     | Nee                 |
| 50 mm              | f/2.5     | Ja †  | Nee              | Nee                 | Nee     | Nee                 |
| 65 mm              | f/2.8     | Ja    | Nee              | Nee                 | Nee     | Nee                 |
| 85 mm              | f/1.2     | Nee   | Ja               | Nee                 | Ja      | Nee                 |
| 85 mm II           | f/1.2     | Nee   | Ja               | Nee                 | Ja      | Nee                 |
| 85 mm              | f/1.4     | Nee   | Ja               | Ja                  | Ja      | Nee                 |
| 85 mm              | f/1.8     | Nee   | Ja               | Nee                 | Nee     | Nee                 |
| 100 mm             | f/2       | Nee   | Ja               | Nee                 | Nee     | Nee                 |
| 100 mm             | f/2.8     | Ja    | Nee              | Nee                 | Nee     | Nee                 |
| 100 mm             | f/2.8     | Ja    | Ja               | Nee                 | Nee     | Nee                 |
| 100 mm             | f/2.8     | Ja    | Ja               | Ja                  | Ja      | Nee                 |
| 135 mm             | f/2       | Nee   | Ja               | Nee                 | Ja      | Nee                 |
| 135 mm (SoftFocus) | f/2.8     | Nee   | Nee              | Nee                 | Nee     | Nee                 |
| 180 mm             | f/3.5     | Ja    | Ja               | Nee                 | Ja      | Nee                 |
| 200 mm             | f/1.8     | Nee   | Ja               | Nee                 | Ja      | Nee                 |
| 200 mm             | f/2.0     | Nee   | Ja               | Ja                  | Ja      | Nee                 |
| 200 mm             | f/2.8     | Nee   | Ja               | Nee                 | Ja      | Nee                 |
| 200 mm II          | f/2.8     | Nee   | Ja               | Nee                 | Ja      | Nee                 |
| 300 mm             | f/2.8     | Nee   | Ja               | Nee                 | Ja      | Nee                 |
| 300 mm             | f/2.8     | Nee   | Ja               | Ja                  | Ja      | Nee                 |
| 300 mm             | f/4       | Nee   | Ja               | Nee                 | Ja      | Nee                 |
| 300 mm             | f/4       | Nee   | Ja               | Ja                  | Ja      | Nee                 |
| 400 mm II          | f/2.8     | Nee   | Ja               | Ja                  | Ja      | Nee                 |
| 400 mm             | f/2.8     | Nee   | Ja               | Ja                  | Ja      | Nee                 |
| 400 mm             | f/4       | Nee   | Ja               | Ja                  | Ja      | Ja                  |
| 400 mm             | f/5.6     | Nee   | Ja               | Nee                 | Ja      | Nee                 |
| 500 mm II          | f/4       | Nee   | Ja               | Ja                  | Ja      | Nee                 |
| 500 mm             | f/4       | Nee   | Ja               | Ja                  | Ja      | Nee                 |
| 500 mm             | f/4.5     | Nee   | Ja               | Nee                 | Ja      | Nee                 |
| 600 mm II          | f/4       | Nee   | Ja               | Ja                  | Ja      | Nee                 |
| 600 mm             | f/4       | Nee   | Ja               | Ja                  | Ja      | Nee                 |
| 600 mm             | f/4       | Nee   | Ja               | Nee                 | Ja      | Nee                 |
| 800 mm             | f/5.6     | Nee   | Ja               | Ja                  | Ja      | Nee                 |
| 1200 mm            | f/5.6     | Nee   | Ja               | Nee                 | Ja      | Nee                 |